# Straky (výhybna)
Straky (nebo též Výh Straky) jsou výhybna, která leží mezi vesnicemi Krchleby a Straky. Nachází se v km 6,430 trati Nymburk – Mladá Boleslav mezi stanicí Veleliby a zastávkou Všejany.

## Historie
V místě na severní straně od přejezdu silnice II/332 se nacházela zastávka Straky s nástupištěm na západní straně koleje. Naposledy v ní zastavoval jeden večerní pár osobních vlaků v období platnosti jízdního řádu 1998-99 a naposledy byla uváděna v jízdním řádu pro cestující v sezóně 2010-11.
Na tomtéž místě byla v rámci stavby Zvýšení kapacity trati Nymburk – Mladá Boleslav, 2. stavba, která probíhala v letech 2018–2020, vybudována výhybna stejného názvu. Účelem bylo zvýšení kapacity trati, která je významně zatížena nákladní dopravou pro potřeby automobilky Škoda Auto.

## Popis výhybny
Ve výhybně situované rovněž severně od uvedeného přejezdu jsou dvě dopravní koleje o užitečných délkách 651 m (kolej č. 1) a 648 m (kolej č. 3). Výhybna je vybavena elektronickým stavědlem ESA 44, které je dálkově ovládáno z Mladé Boleslavi hl. n., případně ze záložního pracoviště ve Velelibech nebo místně výpravčím z dopravní kanceláře ve Strakách. Přilehlé traťové úseky do Čachovic a Velelib jsou vybaveny automatickým hradlem AH-ESA s počítači náprav.

## Fotogalerie

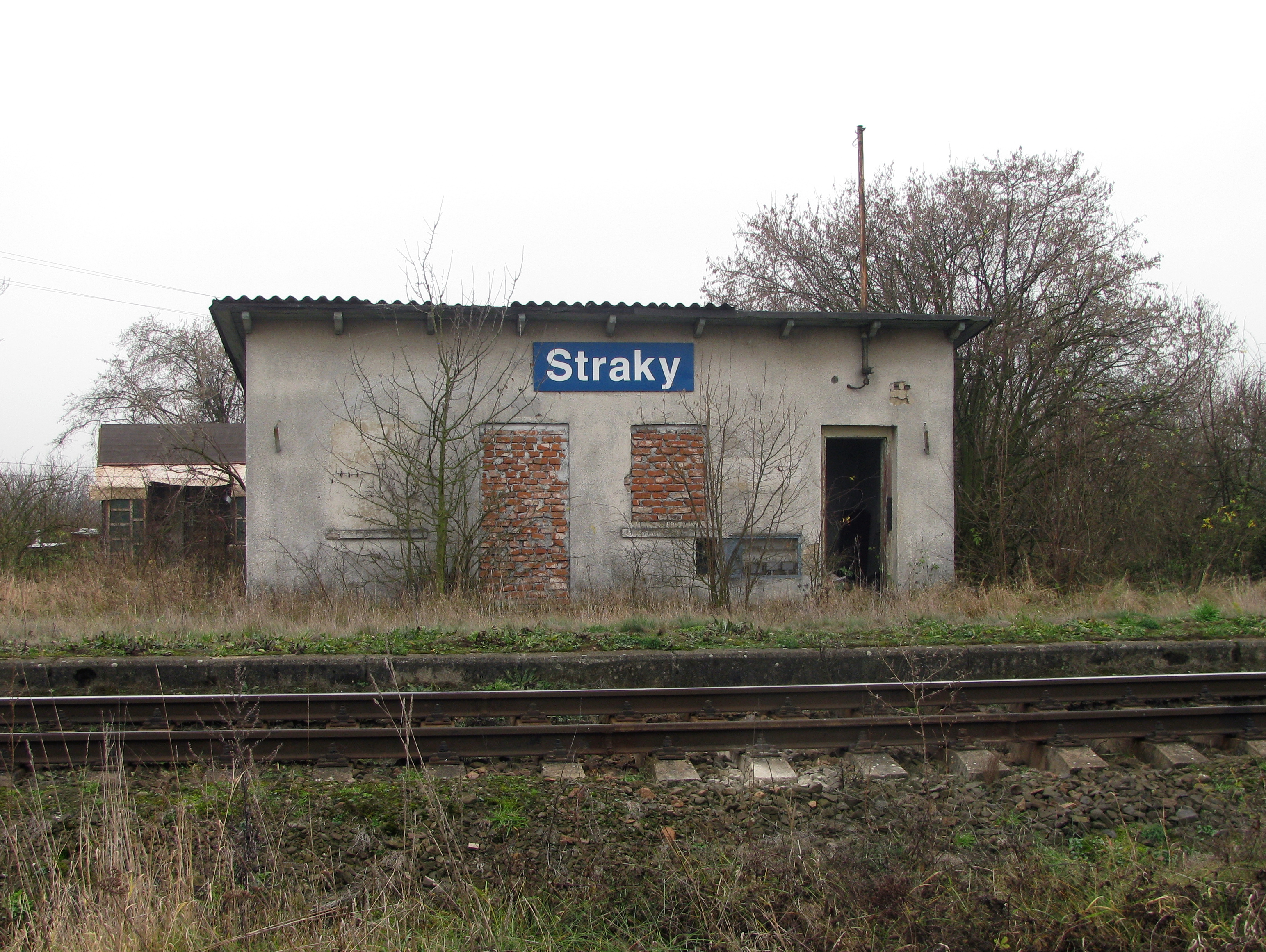
Budova zaniklé zastávky, stav v roce 2012